# Monocerotesa
Monocerotesa is een geslacht van vlinders van de familie spanners (Geometridae), uit de onderfamilie Ennominae.

## Soorten
- M. abraxides Prout, 1914
- M. coalescens Bastelberger, 1909
- M. conjuncta Wileman, 1912
- M. hypomesta Prout, 1937
- M. leptogramma Wehrli, 1937
- M. levata Prout, 1926
- M. lutearia Leech, 1891
- M. maculilinea Warren, 1905
- M. minuta Warren, 1905
- M. papuensis Warren, 1907
- M. phoeba Prout, 1916
- M. pygmaearia Leech, 1897
- M. radiata Warren, 1897
- M. seriepunctata Prout, 1929
- M. strigata Warren, 1893
- M. subcostistriga Prout, 1916
- M. trichroma Wehrli, 1937
- M. virgata Wileman, 1912
- M. viridochrea Warren, 1907